# Битва под Студзянками
Битва под Студзянками (польск. Bitwa pod Studziankami) — бои с 9 по 16 августа 1944 года у деревни Студзянки, которые вели соединения 4-го гвардейского стрелкового корпуса РККА с приданными им польскими частями против двух немецких танковых и одной гренадёрской (пехотной) дивизии. Целью советско-польских войск была оборона Магнушевского плацдарма. Сражение стало крупнейшей в польской истории танковой битвой. Завершилось победой советско-польских частей.

## Ход боёв
1 августа 1944 года войска 8-я гвардейской армии (командующий Чуйков В.И.) 1-й Белорусского фронта форсировали Вислу в районе Мнишева и Рычивола и заняли плацдарм под Магнушевом. 3 августа подразделения 101-го стрелкового полка 35-й гвардейской стрелковой дивизии 4-го гвардейского стрелкового корпуса заняли Студзянки и продвинулись в район Гловачёва. Из-под Воломина была переброшена дивизия «Герман Геринг», задачей которой было остановить продвижение 8-й гвардейской армии, контрударом в направлении деревень Ходкув и Студзянки.
6 августа в район плацдарма были выдвинуты польские части 1-й танковой бригады им. Героев Вестерплятте, 3-й пехотной дивизии им. Ромуальда Траугутта, а затем и 2-й пехотной дивизии им. Генрика Домбровского.
9 августа первые польские танки переправились на плацдарм. В это время немцы заново овладели Грабноволей и подошли под Студзянки. Первыми по немцам ударили танки 3-й танковой роты 1-й танковой бригады. Битва шла с переменным успехом, к примеру перекрёсток дорог у Студзянок переходил из рук в руки 7 раз. Только 11 августа немцы окончательно оставили Студзянки после атаки 1-й танковой роты подпоручика Светаны. Прорыв польско-советских позиций был перерезан 14 августа, благодаря концентрическому удару по гребню холмов. 15 августа окружённые немецкие части были ликвидированы.
На следующем этапе сражения советские части форсировали реку Пилица, на которую опиралась как немецкая, так и советско-польская обороны.
В ходе сражения 1-я танковая бригада уничтожила 10 танков, 16 орудий и миномётов, 6 бронемашин и захватила гаубичную батарею. Потери бригады составили 18 танков уничтоженными и 9 повреждёнными. Общие немецкие потери составили около 1000 убитых, раненных и пленных, до 30 танков потеряно. Потери всех польских подразделений составили 484 убитых, 1459 раненных и 63 пропавших без вести. Погибшие польские солдаты были похоронены на кладбищах Гарволина, Магнушева и Вильги.

## Память
Битва была внесена на скрижали у могилы Неизвестного солдата в Варшаве в виде надписи «Студзянки-Варка 10.VIII-12.IX.1944» и на скрижали могилы Неизвестного солдата в Кракове в виде надписи «Студзянки».
Из средств собранных участниками сражения, после войны в Студзянках была построена школа имени 1-й танковой бригады им. Героев Вестерплятте, в которой находится мемориальная комната сражения.
12 августа 1969 года деревня Студзянки была переименована в Студзянки-Панцерны (Студзянки-Танковые). Одновременно Студзянкам-Панцерным, первой в Польше деревне, был дан собственный герб, с изображением танка и гусарскими крыльями. В деревне открыт памятник битве и создан мемориал танковых войск. В мае 1978 года деревня была награждена Крестом Грюнвальда II класса.
В 1954 и 1964 годах выпускались марки, посвящённые битве, а в 1954 году также и художественный конверт.
Битва под Студзянками стала основой серий с 3 по 5 сериала «Четыре танкиста и собака». В сериал также включена песня «Тигр» (Студзянковская баллада) (слова Я. Пшимановский — музыка А. Валациньский) в исполнении Анджея Жарнецкого. 
Na polach rosną wybuchów krze,

kule dzwonią jak szklanki.

Pierwsza brygada lawiną prze

do szturmu na Studzianki.— Czterej Pancerni i Pies - Ballada Studziankowska ,,Tygrys"
.
В XXI веке ежегодно проходит историческая реконструкция битвы.
В случайных боях аркадного танкового симулятора «World of Tanks» доступна карта «Студзянки», добавленная в память о битве под Студзянками.